# Associazione italiana di sociologia
L'Associazione Italiana di Sociologia (AIS),  è un'associazione italiana dedicata alle tematiche specifiche della sociologia.

## Storia
L'Associazione Italiana di Sociologia (AIS) si costituisce il 15 dicembre 1983.
Nel corso degli anni i presidenti dell'AIS sono stati: Achille Ardigò, Francesco Alberoni, Luciano Gallino, Mario Aldo Toscano, 1995-1998 Donati, Laura Balbo, Giandomenico Amendola, Roberto Cipriani, Antonio de Lillo, Alessandro Bruschi, Paola Di Nicola, Enrica Amaturo, Maria Carmela Agodi, Stefano Tomelleri.

## Consiglio dei saggi
Nel 2011 è stato nominato il consiglio dei saggi il cui presidente è stato Luciano Gallino (2011-2015), successivamente è stato nominato presidente Alessandro Cavalli (2015-2020). Attualmente il consiglio dei saggi è presieduto da Enzo Campelli. Il consiglio dei saggi è  attualmente composto da: Vincenzo Cesareo, Loredana Sciolla, Maria Carmela Agodi, Enrica Amaturo. Sono stati nel consiglio dei saggi: Antonio De Lillo e Paola De Nicola.

## Soci onorari
- Alberoni Francesco
- Bagnasco Arnaldo
- Balbo Laura
- Barbano Filippo (1922-2011)
- Bechelloni Giovanni
- Capecchi Vittorio
- Cavalli Alessandro
- Cavalli Luciano
- Cesareo Vincenzo
- Crespi Franco
- Ferrarotti Franco
- Gallino Luciano (presidente)
- Guidicini Paolo
- Leonardi Franco (1923-2012)
- Martinotti Guido (1939-2012)
- Pierpaolo Donati
- Pizzorno Alessandro
- Ribolzi Luisa
- Rositi Franco
- Saraceno Chiara